# Arquidiocese de San Luis Potosí
A Arquidiocese de San Luis Potosí (Archidiœcesis Sancti Ludovici Potosiensis) é uma circunscrição eclesiástica da Igreja Católica situada em San Luis Potosí, México. Seu atual arcebispo é Jesús Carlos Cabrero Romero. Sua Sé é a Catedral Metropolitana de São Luís Rei.
Possui 114 paróquias servidas por 284 padres, contando com 1 703 480 habitantes, com 91,5% da população jurisdicionada batizada (1 558 684 batizados).

## História
A Diocese de San Luis Potosí foi erigida pelo Papa Pio IX com a bula Deo Optimo Maximo largiente de 31 de agosto de 1854. O território original foi obtido das Dioceses de Michoacán (atual Arquidiocese de Morelia) e de Guadalajara (hoje arquidiocese) e da Arquidiocese da Cidade do México, da qual as 35 paróquias originais vieram de dezoito, nove e oito paróquias, respectivamente. Inicialmente, ela era sufragânea da mesma Arquidiocese de Cidade do México.
Em 1863, sofreu pequenas variações territoriais com as quais cedeu à nova Diocese de Zacatecas duas paróquias e tornou-se parte da província eclesiástica da arquidiocese de Michoacán.
Em 24 de novembro de 1922 e 27 de novembro de 1960, cedeu partes de seu território em benefício da ereção das dioceses de Huejutla e Ciudad Valles, respectivamente.
Em 5 de novembro de 1988 foi elevada à dignidade de arquidiocese metropolitana com a bula Nihil optabilius do Papa João Paulo II.
Em 28 de maio de 1997 cedeu outra parte do seu território para o benefício da ereção da Diocese de Matehuala.

## Prelados
| #          | Nome                                       | Período    | Notas                          |
| Arcebispos | Arcebispos                                 | Arcebispos | Arcebispos                     |
| ---------- | ------------------------------------------ | ---------- | ------------------------------ |
| 4º         | Jorge Alberto Cavazos Arizpe               | 2022-atual |                                |
| 3º         | Jesús Carlos Cabrero Romero                | 2012-2022  | Arcebispo emérito              |
| 2º         | Luis Morales Reyes                         | 1999-2012  |                                |
| 1º         | Arturo Antonio Szymanski Ramírez           | 1988-1999  |                                |
| Bispos     |                                            |            |                                |
| 11º        | Arturo Antonio Szymanski Ramírez           | 1987-1988  | Elevado à Arcebispo            |
| 10º        | Ezequiel Perea Sánchez                     | 1972-1986  |                                |
| 9º         | Estanislao Alcaraz y Figueroa              | 1968-1972  | Nomeado Arcebispo de Morelia   |
| 8º         | Luis Cabrera Cruz                          | 1958-1967  |                                |
| 7º         | Gerardo Anaya y Diez de Bonilla            | 1941-1958  |                                |
| 6º         | Guillermo Tritschler y Córdoba             | 1931-1941  | Nomeado Arcebispo de Monterrey |
| 5º         | Miguel María de la Mora y Mora             | 1922-1930  |                                |
| 4º         | José María Ignacio Montes de Oca y Obregón | 1884-1921  |                                |
| 3º         | José Nicanor Corona Elizarrás              | 1873-1883  |                                |
| 2º         | Manuel del Conde y Blanco                  | 1869-1872  |                                |
| 1º         | Pedro Barajas y Moreno                     | 1854-1868  |                                |